# L’Avion
L’Avion (Handelsname der Elysair) war eine französische Fluggesellschaft mit Sitz in Paris und Basis auf dem Flughafen Paris-Orly.

## Geschichte
Im Jahr 2002 kam dem Franzosen Franz Yvelin die Idee zur Gründung einer Fluggesellschaft für Langstreckenflüge mit reiner Business-Class-Kabine. Bis zur Verwirklichung des Plans dauerte es allerdings bis zum Juli 2006, als mit Unterstützung der Lufthansa eine Boeing 757-200, die zuvor bei Condor im Betrieb war, geleast werden konnte. Kurz darauf kam ein weiteres Flugzeug dieses Typs aus den Beständen von Shanghai Airlines dazu. Die Flugzeuge waren mit nur 90 statt der üblichen mehr als 200 Passagiersitze ausgestattet. 
Im Frühjahr 2008 schloss L’Avion ein Codeshare-Abkommen mit British Airways ab. Am 2. Juli 2008 gab British Airways den Kauf von L’Avion bekannt. Die Gesellschaft wurde schließlich im April 2009 in die British-Airways-Tochter OpenSkies integriert, die das gleiche Geschäftskonzept verfolgt und auch dieselbe Flugroute bedient. Sie übernahm auch die Flotte der L’Avion.
Franz Yvelin gründete 2013 die La Compagnie, die 2014 auf derselben Strecke mit demselben Flugzeugtyp in reiner Business-Class-Konfiguration erfolgreich den Flugbetrieb aufnahm.

## Flugziele
Die einzige Route der L’Avion verband den Flughafen Paris-Orly mit Newark westlich von New York City.

## Flotte
Zuletzt bestand die Flotte der L’Avion aus zwei Boeing 757-200.